# Лысая гора (Киев)
Лы́сая гора́ (укр. Лиса гора, другое название Девич-гора) — историческая местность на территории Голосеевского района города Киева. Лысая гора расположена на юго-западе от Выдубичей на правом берегу реки Лыбедь, между Верхней Теличкой, Сапёрной Слободкой и Багриновой горой. В её направление проложены улицы Лысогорская и Жигулёвская. 17 февраля 1994 года был создан региональный ландшафтный парк Лысая гора общей площадью 137,1 га.

## История названия
Одна из версий утверждает, что Девич-гора — это древний ритуальный холм, верхушка которого периодически выжигалась молниями. По поверьям, боги мечут свои молнии в места скопления нечистой силы. Выжженная поверхность холма напоминает плешь — лысину. Отсюда и название — Лысая гора.
Название Лысая гора в Киеве имели также Чёртово Беремище (овраг, где проходит фуникулер) и Плоская гора (над урочищем Юрковица). Название Лысогорская носила также современная Западинская улица. Кроме того, в Киеве существовала ещё одна (четвёртая) Лысая гора. Она упоминается с конца XVIII века. Это была безлесная гряда на подъезде к Киеву в районе нынешнего бульвара Перова. Во время строительных работ в 1960–1970-е годы холм был срыт. В путеводителе Богуславского за 1912 год есть комментарий по этому поводу: «От Русановского моста до с. Выгуровщина находится Лысая гора — излюбленное пристанище киевских, иногородних и даже иноземных ведьм».

## История
В начале XIX века Лысую (Девичью) вместе с двумя другими горами (Бусовой и Чёрной) называли Святыми. По преданиям, на этих холмах обитали киевские подвижники-старцы. Свою демоническую славу Лысая гора получила спустя столетие.
Со временем часть горы перешла Печерскому монастырю — здесь монахи размещали свои пасеки.
Но во второй половине XIX века городская власть выкупила эти земли для использования в военных целях. Несмотря на общественное мнение, настроенное против возведения крепости (что подразумевало разрушение домов мещан близ Лысой горы и вырубку древнего леса), военным удалось добиться разрешения на здание форта. В 1872 году под руководством генерала и инженера Эдуарда Тотлебена началось строительство Лысогорского форта Новой Печерской крепости. После завершения работ форт представлял собой сложную систему бастионов, равелинов, теналов, люнетов, ретраншемента.
Земляные валы (высотой 10–12 м) были насквозь прорезаны потернами — длинными (до 40 метров) туннелями, выложенными кирпичом и закрытыми с обеих сторон решётками. В казармах могли разместиться около 2 тысяч солдат. Рядом с крепостью были построены казармы инженерных частей (как напоминание о них осталось название местности Сапёрная Слободка и Сапёрно-Слободской улицы). Со временем Новая Печерская крепость (в её состав входил Лысогорский форт) получила статус крепости ІІІ класса. С 1897 года форт преобразован в военные склады и гарнизонную тюрьму.
В 1906 году в Северной части Лысой горы были установлены виселицы для исполнения приговоров над «государственными преступниками». Приговорённых к смертной казни доставляли утром с Косого Капонира; после исполнения приговора палач закапывал тела неподалёку от виселиц (ныне многие из этих могил разрыты неизвестными). Так на Лысой горе в 1911 году был казнён Дмитрий Богров, убивший премьер-министра царского правительства Петра Столыпина.
В 1918 году, во время Гетманата и присутствия немецких войск в Киеве, произошёл взрыв боеприпасов на Лысой горе, который был скорее всего обусловлен халатностью. При этом пострадал рабочий район Демиевка, имелись жертвы.
Во время обороны Киева в 1941 году лысогорский форт был занят киевскими ополченцами. Утром 19 сентября, когда войска 37-й армии по приказу уже отступили из Киева, ополченцы всё ещё продолжали оборонять старый форт. По-видимому, их оставили прикрывать отход главных сил. Но к обеду противник сломил их сопротивление, захватив около 300 пленных. Во времена немецкой оккупации в подземельях расположилась база танков «Тигр» (их остатки и теперь находят даже на поверхности). Немецкие войска при отступлении подорвали входы в подземелья.

## Отражение в кино
В 2010 и 2012 годах любительской студией «Горизонт-А» были сняты два документальных фильма о Лысой горе — «Лысогорский форт». Первый — подробная экскурсия по остаткам самого форта, а второй — рассказ о природном мире, который существует на соответствующей территории.

## Галерея

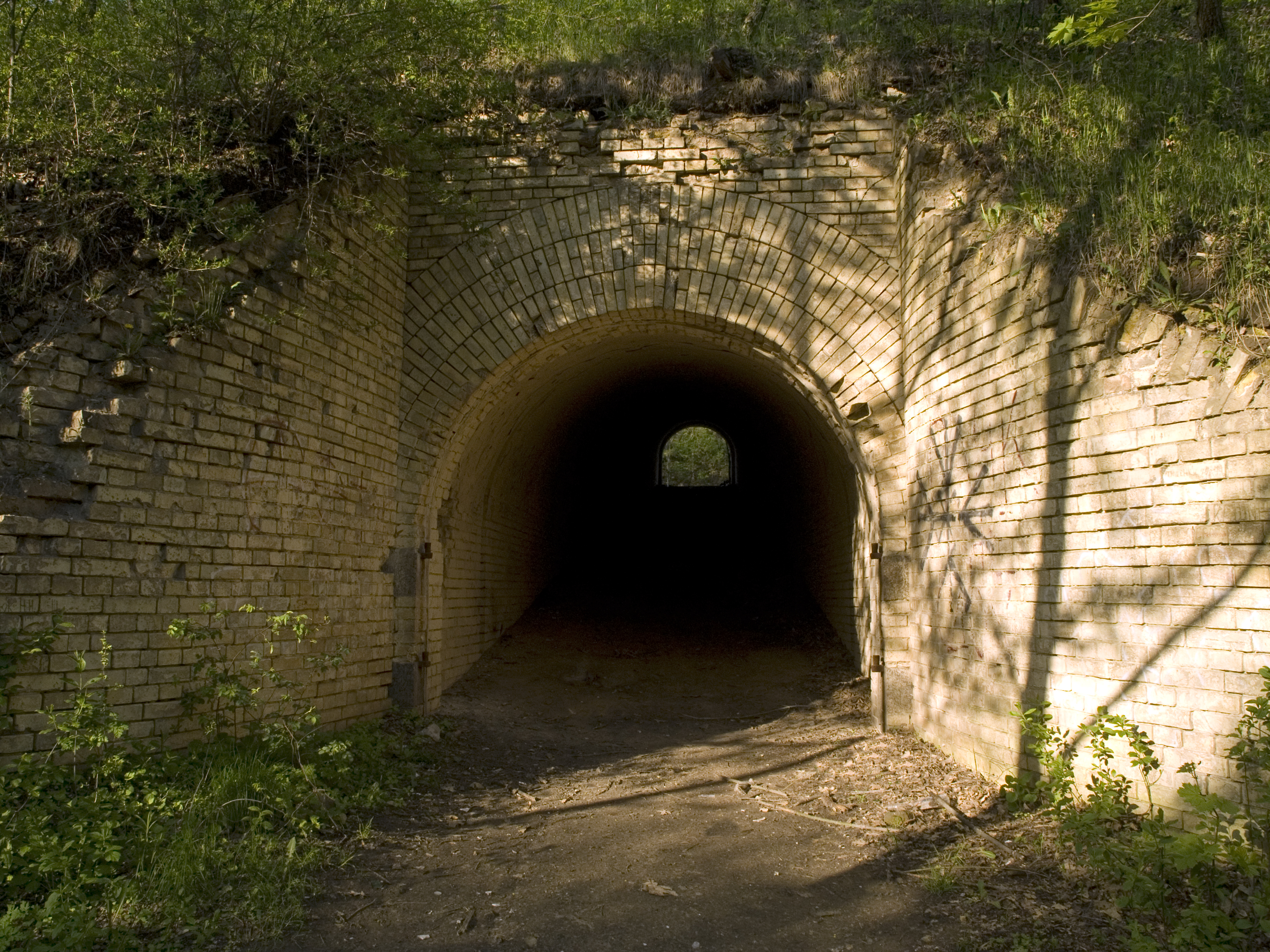
Лысогорский форт, потерна № 4
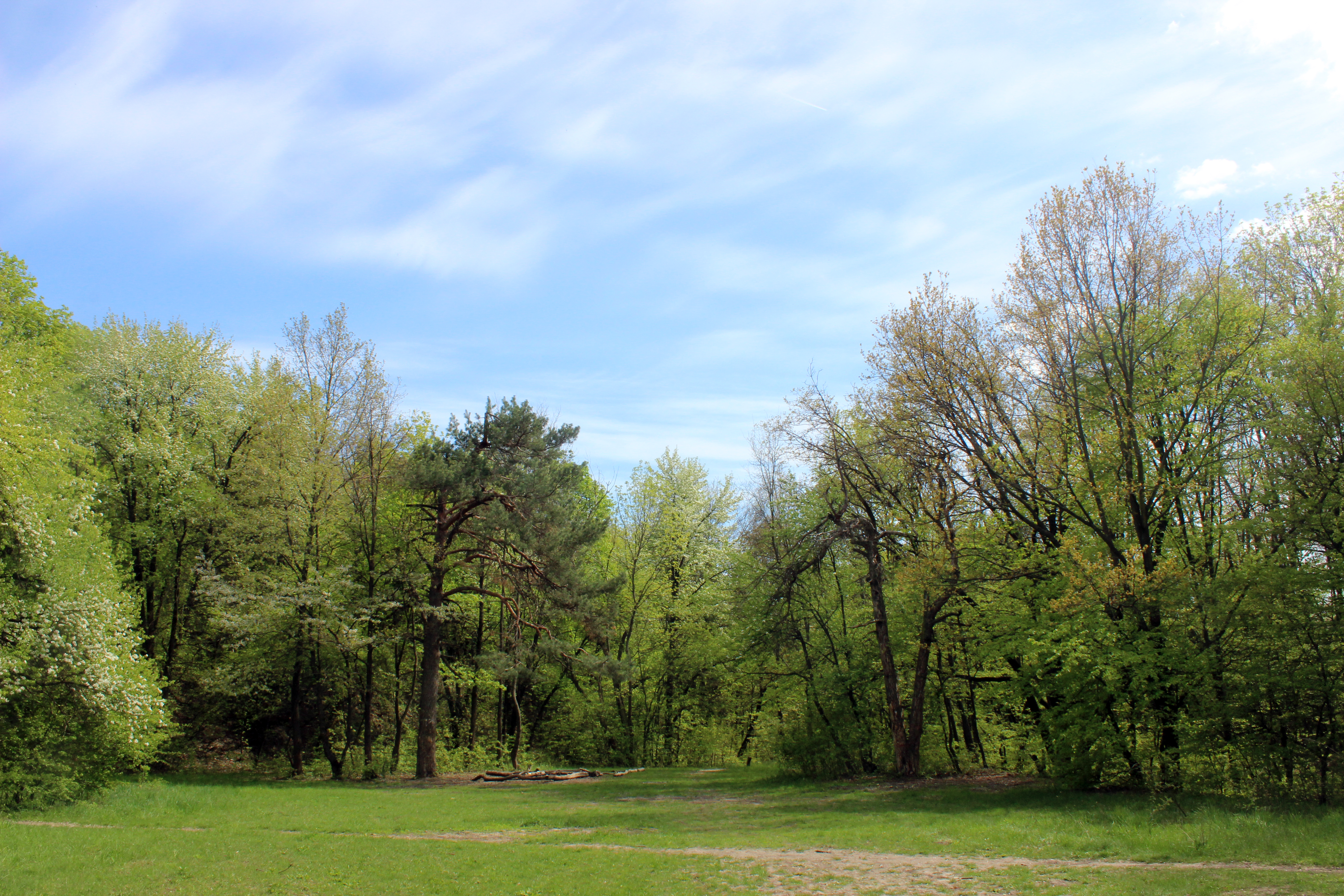
Лысая гора
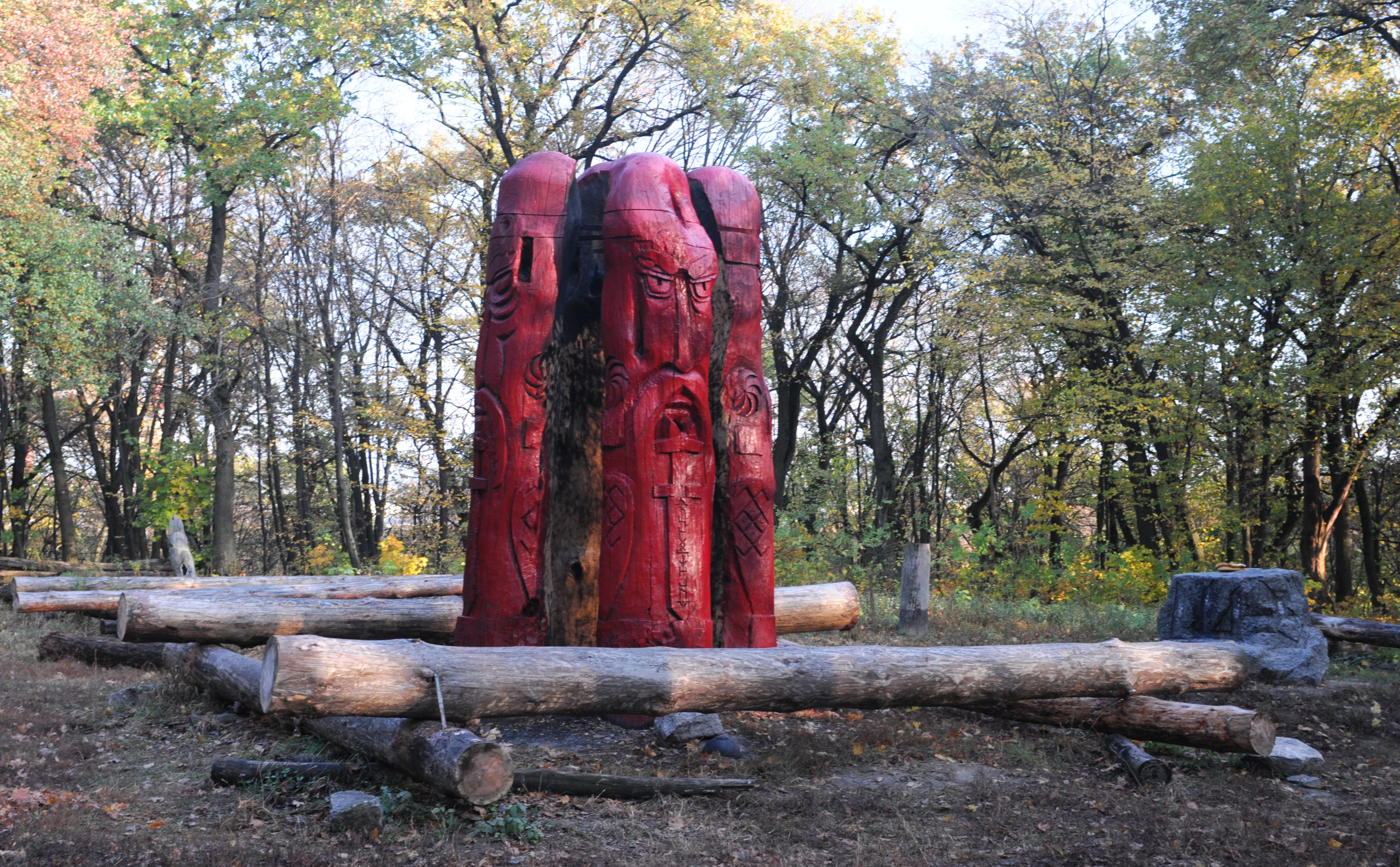
Лысая гора
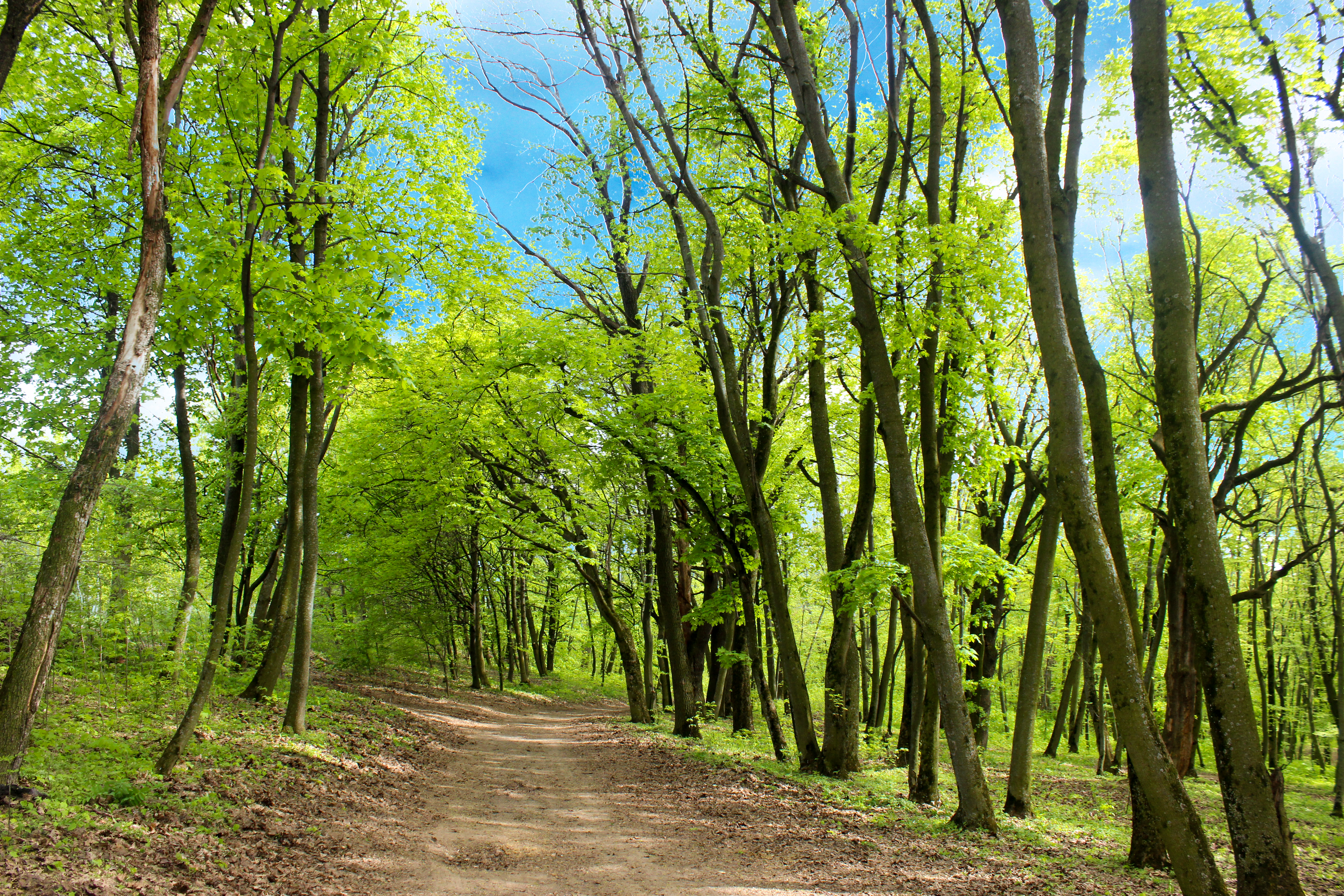
Лысая гора
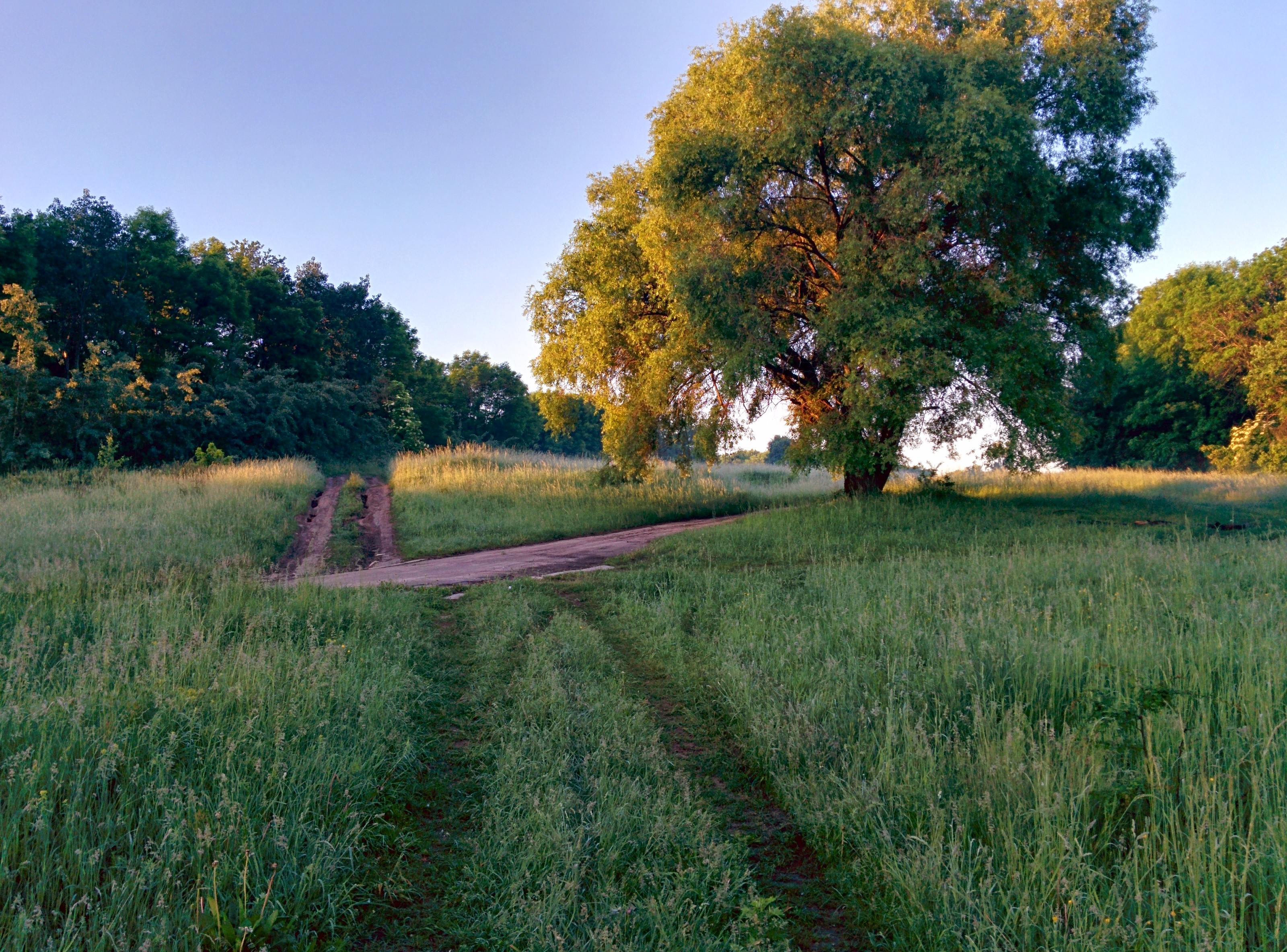
Лысая гора